# Динитрид протактиния
Динитрид протактиния — бинарное неорганическое соединение
протактиния и азота
с формулой PaN2,
светло-жёлтые кристаллы.

## Получение
- Восстановление фторида протактиния(IV) барием в азотной атмосфере[1]:

{\displaystyle {\mathsf {PaF_{4}+2Ba+N_{2}\ {\xrightarrow {1400^{o}C}}\ PaN_{2}+2BaF_{2}}}}
- Реакция металлического протактиния и аммиака[2]:

{\displaystyle {\mathsf {Pa+2NH_{3}\ {\xrightarrow {T}}\ PaN_{2}+3H_{2}}}}
- Реакция хлорида протактиния(IV) и аммиака[3]:

{\displaystyle {\mathsf {PaCl_{4}+2NH_{3}\ {\xrightarrow {T}}\ PaN_{2}+H_{2}+4HCl}}}

## Физические свойства
Динитрид протактиния образует светло-жёлтые кристаллы
кубической сингонии,
пространственная группа F m3m,
параметры ячейки a = 0,544 нм, Z = 4,
структура типа фторида кальция CaF2
.